# アレクサンドル・ユリアン・ストイカ
アレクサンドル・ユリアン・ストイカ（Alexandru Iulian Stoica 、1997年6月30日 - ）は、ルーマニア・バヤ出身のプロサッカー選手。ファルル・コンスタンツァ所属。ポジションは、ミッドフィールダー、フォワード。

## タイトル

### クラブ
ヴィトルル・コンスタンツァ
- リーガI: 2016-17

ドゥナレア・カララシ
- リーガII: 2017-18